# ジャック・アレヴィ
ジャック＝フロマンタル・アレヴィ（Jacques-Fromental Halévy, 1799年5月27日 - 1862年3月17日）は、19世紀前半のフランスを代表するオペラ作曲家・音楽教師。本名はジャック＝フランソワ＝フロマンタル＝エリ・アレヴィ（Jacques-François-Fromental-Elie Halévy）と長く、あるいはジャック・フロマンタル・レヴィ・アレヴィ（Jacques Fromental Lévy Halévy）との別称もある。しかし一般的には、ジャック・アレヴィやフロマンタル・アレヴィのように呼ばれている。
現在、作品は滅多に演奏されないが、アレヴィはオペラ史を語る上で欠くことのできない人物であり、同時代からは悲劇的な題材においてはジャコモ・マイヤベーアの、喜劇的な題材においてはダニエル＝フランソワ＝エスプリ・オベールに次ぐ存在に位置付けられ、競争相手の多いパリの音楽界においてやすやすと成功を収めた。反ユダヤ主義者のワーグナーもアレヴィに対して賞賛を惜しまなかった。こんにちでは、とりわけ『ユダヤの女』の成功によって名を残す。門人にグノー、ビゼー、ルコック、サン＝サーンスらがいる。

## 生涯
パリ出身。ドイツ出身の父エリー・ハルファン＝ハレヴィは、ヘブライ語の詩人ならびに教師で、かつシナゴーグのハッザーン。またパリのユダヤ人コミュニティの長も務めた。母親はフランス系ユダヤ人。一般的に通り名となっている「フロマンタル」とは、当時まだ通用していたフランス革命暦の祝日からとられている。
1809年に9歳（1810年、10歳説あり）でパリ音楽院に入学、ルイージ・ケルビーニに師事してその愛弟子となる。1819年にカンタータ『エルミニ』（Herminie ）によりローマ大賞を受賞する。イタリア留学からパリに戻ると、セーヌ県のイスラエルびと宗教評議会の委嘱によって、暗殺されたベリー公を追悼する公共行事のために、三部合唱とオーケストラのための『葬送行進曲とヘブライ語による「深き淵より」』を作曲、1820年3月24日に上演されると、公衆の注目を集める。後に弟レオン・アレヴィが回想したところによると、『深き淵より』の部分は「宗教的情熱を吹き込まれて大旋風を巻き起こし、音楽学校を出たての若き俊才への関心を掻き立てた」。
イタリア劇場で合唱指揮者の職を得るが、その間、自作のオペラを上演してもらおうと躍起になっていた。1827年にオペラ＝コミック座における『職人』（L'artisan ）のまずまずの成功によって、アカデミー座の合唱指揮者に異動する。同年、パリ音楽院の和声法ならびに伴奏法の教授に任命され、1833年から対位法とフーガの教授、1840年から作曲法の教授を歴任した。1836年にフランス学士院会員に選出される。
1835年の『ユダヤの女』（La Juive ）によって、アレヴィは最初の国際的な名声を勝ち得ただけでなく、19世紀フランス歌劇の基礎の一つを産み出し、エレアザール役は、エンリコ・カルーソーのようなテノール歌手の十八番となった。有名なアリア“Rachel, quand du Seigneur la grâce tutélaire ”は、初演時のテノール歌手ヌリの要望によって挿入されたもので、歌詞もヌリが提案したのかも知れない。このアリアのオーケストラ伴奏部のリトルネッロは、ベルリオーズの理論書『現代楽器法および管弦楽法大概論』において、バルブ付きホルンが最初に用いられた例として引用されている。『ユダヤの女』は、バレエや大合唱、第1幕における壮大な行列、第3幕の印象的な祝祭などを含んだ、グランド・オペラの中でも最大の作品の一つである。第5幕において、油の煮えたぎる桶の中にヒロインが投げ込まれてクライマックスとなる。マーラーは『ユダヤの女』を絶賛して、次のように述べている。「この作品には見事に圧倒された。実に壮麗な作品だ。これまでに作られたオペラの中で、最も偉大なオペラだと思う」　
『ユダヤの女』の後にアレヴィが真の成功を収めた作品はわりあいに数少ないが、それでも少なくとも『閃光』（L'eclair）、『キプロスの女王』（La reine de Chypre ）、『シャルル六世』（Charles VI ）の3作は特筆に値しよう。
アレヴィは芸術家ではあったが、芸術界の要職を歴任し、アカデミー長官に就任してから、委員会を率いて標準ピッチを確定したり、オペレッタに対する授賞式を行なったりした。
画家ドラクロワは1855年2月5日の日記の中で、晩年のアレヴィの、背筋が寒くなるほど衰えた姿を描き出している。
アレヴィの屋敷に行ってきた。暖炉の熱風で空気がよどみ、気分が悪くなった。見るに堪えない奥方は、住まいを骨董品や古い装飾でごてごてと飾り立てていた。この新種の狂気は、旦那を精神病棟に送り込むまで終わらないだろう。彼は別人のようになって、すっかり老け込んでしまった。まるで意志に反して不遇を味わっている人間のようだった。こんな状況では、どうして重大な仕事に打ち込めよう? アカデミーにおけるアレヴィの新しい地位は、彼から多くの時間を奪い、創作に必要な心の平和と静寂を見つけることがますます難しくなるに違いない。こんな地獄はなるたけ早く去るに限る。爽やかな外気は、なんだかひどく美味かった。
新たなフランス領土となったばかりのニースにおいて、引退中に世を去った。

## 作品一覧
全部で40曲のオペラを残した。以下のような作品がある。
- 職人（フランス語版） L'Artisan （1827年） 1幕のオペラ・コミック、台本はサン･ジョルジュ。
- 王様と船頭（英語版） Le Roi et le batelier （1827年）、ヴィクトール・リフォーとの共作、台本はサン･ジョルジュ。
- クラリ（英語版） Clari （1828年） イタリア語オペラ。マリア・マリブランが主役を演じた。
2008年9月にチューリッヒ歌劇場により録画されDVDが制作された。歌手はチェチーリア・バルトリ、ジョン・オズボーン、指揮はパトリス・コリエ[6]。
- アヴィニョンの好事家（英語版） Le Dilettante d'Avignon （1828年）　台本はレオン・アレヴィ（英語版）。
2014年4月18日にアヴィニョン歌劇場にて、ミシェル・ピクマルの指揮でコンサート形式ながら甦演が行われた。[7]。
- リュドヴィク（英語版） Ludovic （1833年） エロルドの未完成作品の補筆とオーケストレーション。台本はサン･ジョルジュ。
- 誘惑（英語版）  La tentation　（1832年）　バレエ・オペラ
- ユダヤの女 La Juive （1835年） 最初の国際的成功を収めた作品。
- 閃光（英語版） L'Éclair （1835年） 大成功をおさめた作品、台本はサン･ジョルジュと、ウジェーヌ・ド・プラナール（英語版）による共作。
- ギドとジネヴラ（英語版） Guido et Ginevra （1838年） 5幕のグランド・オペラ、台本はウジェーヌ・スクリーブ。
- 長官（英語版） Le Shérif　（1839年） 台本はスクリーブ。ベルリオーズによって「愉快なオペラ・コミック」と評された。
- ギター弾き Le Guitarréro （1841年）
- キプロスの女王（フランス語版） La Reine de Chypre （1841年） リヒャルト・ワーグナーが絶賛、台本はサン･ジョルジュ。
2017年6月7日にシャンゼリゼ劇場にてコンサート形式にて甦演され、録音もされた。指揮はエルヴェ・ニケ[8][9][10]。
- シャルル六世（英語版） Charles VI （1843年）　台本はカシミール・ドゥラヴィーニュ（英語版） とジェルマン・ドゥラヴィーニュ（英語版）
2005年、コンピエーニュにおける復活公演は大成功に終わった。演出と振付はピエール・ジュルダン[11]。
- 王妃の銃士（フランス語版） Les Mousquetaires de la reine （1846年）
- アンドールの谷（英語版） Le Val d'Andorre （1848年） 台本はサン･ジョルジュ。ベルリオーズは大成功と言っているが……。
- 薔薇の妖精 La fée aux roses （1849年）
- テンペスト La Tempesta （1850年） シェイクスピアの戯曲『テンペスト』によるイタリア語オペラ。
- スペードの女王 La Dame de pique （1850年） アレクサンドル・プーシキンの原作をメリメが脚色。
- さまよえるユダヤ人（英語版） Le Juif errant （1852年） グランド・オペラ、ズュー原作、台本はスクリーブとサン･ジョルジュ。
- ナバーブ（英語版） Le nabab （1853年） 3幕のオペラ・コミック、台本はスクリーブ。
- インドの女ジャガリタ（英語版） Jaguarita l'Indienne （1855年） 3幕のオペラ・コミック、台本はサン･ジョルジュ。
- オヴィニーのヴァランティーヌ（英語版）Valentine d'Aubigny （1856年）オペラ・コミック、台本はジュール・バルビエ（フランス語版）とミシェル・カレ（フランス語版）。
- 女魔術師（英語版） La Magicienne （1858年） 5幕のグランド・オペラ、台本はサン･ジョルジュ。
- ノエ（英語版） Noé　聖書のノアの物語に基づくオペラ。アレヴィの死により未完となったが、ジョルジュ・ビゼーにより完成され、1885年にカールスルーエにて初演された。
2004年にコンピエーニュで甦演され、DVDも制作された、演出と振付はジュルダン[12]。

アレヴィはバレエ音楽も作曲したほか、アイスキュロスの戯曲『縛められたるプロメテウス』のフランス語版への付随音楽や、いくつかのカンタータなども残している。

## 家族と家系
アレヴィ家の姓の由来については、レヴィ（Lévy）、ハルフォン＝レヴィ（Halfon Lévy）、ハーレーヴィー（HāLēwī）の諸説がある（いずれもヘブライ語）。
家系を下ると次のような人物がいる。
- 弟レオン・アレヴィ（英語版）（1802年 - 1883年） - 作家・歴史家。アレヴィに関する最初の評伝を残した。
  - リュドヴィク・アレヴィ（英語版）（1834年1月1日 - 1908年5月8日） - レオンの子。劇作家。ビゼーの協力者として『カルメン』の台本を執筆・構成。
    - エリ・アレヴィ（英語版）（1870年9月6日 - 1937年8月21日） - 歴史家。
    - ダニエル・アレヴィ（1872年9月6日 - 1962年8月21日）- 歴史家・劇作家。

アレヴィ夫人レオニーは、結婚中に深刻な精神病に陥ったが、夫の死後に目に見えて恢復し、才能ある彫刻家として活躍した（レオニー夫人はアレヴィより20歳若かった）。娘のジュヌヴィエーヴは、父の愛弟子ビゼーと結婚した。ビゼーの死後にアルカンの庶子ドラボルドと浮名を流した後で、ロスチャイルド家と血縁の銀行家と結婚して、パリの主要なサロン主宰者となった。ジュヌヴィエーヴの夜会には青年マルセル・プルーストが出入りしており、彼女をモデルに大河小説『失われた時を求めて』のゲルマント大公妃を創り出した。